# Capital naturel
Le capital naturel se définit communément comme un stock de ressources biotiques (c’est-à-dire des communautés d’organismes vivants tels que les plantes, les animaux et les micro-organismes) et abiotiques (c’est-à-dire l’environnement non vivant), dont une partie est renouvelable et l’autre non (combustibles fossiles, minéraux et minerais). Il fait référence aux ressources naturelles vues comme moyens de production de biens et services écologiques : production d'oxygène, épuration naturelle de l'eau, prévention de l'érosion, pollinisation des cultures, et même fourniture de services récréatifs, y compris les « services de beauté des paysages ». Le capital naturel constitue une approche d'estimation de la valeur d'un écosystème, une alternative à la vue plus traditionnelle selon laquelle la nature et la vie non humaine constituent des ressources naturelles passives sans production propre : le capital naturel s'adjoint donc au terme de capital productif.
Il s'agit d'une expression quelquefois employée dans certaines analyses économiques qui cherchent à prendre en compte les objectifs de développement durable. D'autres approches existent, comme l'empreinte écologique et l'éco-efficacité.
Des études montrent que certaines des composantes du capital naturel mondial décroissent depuis quelques décennies, parfois de façon alarmante,.

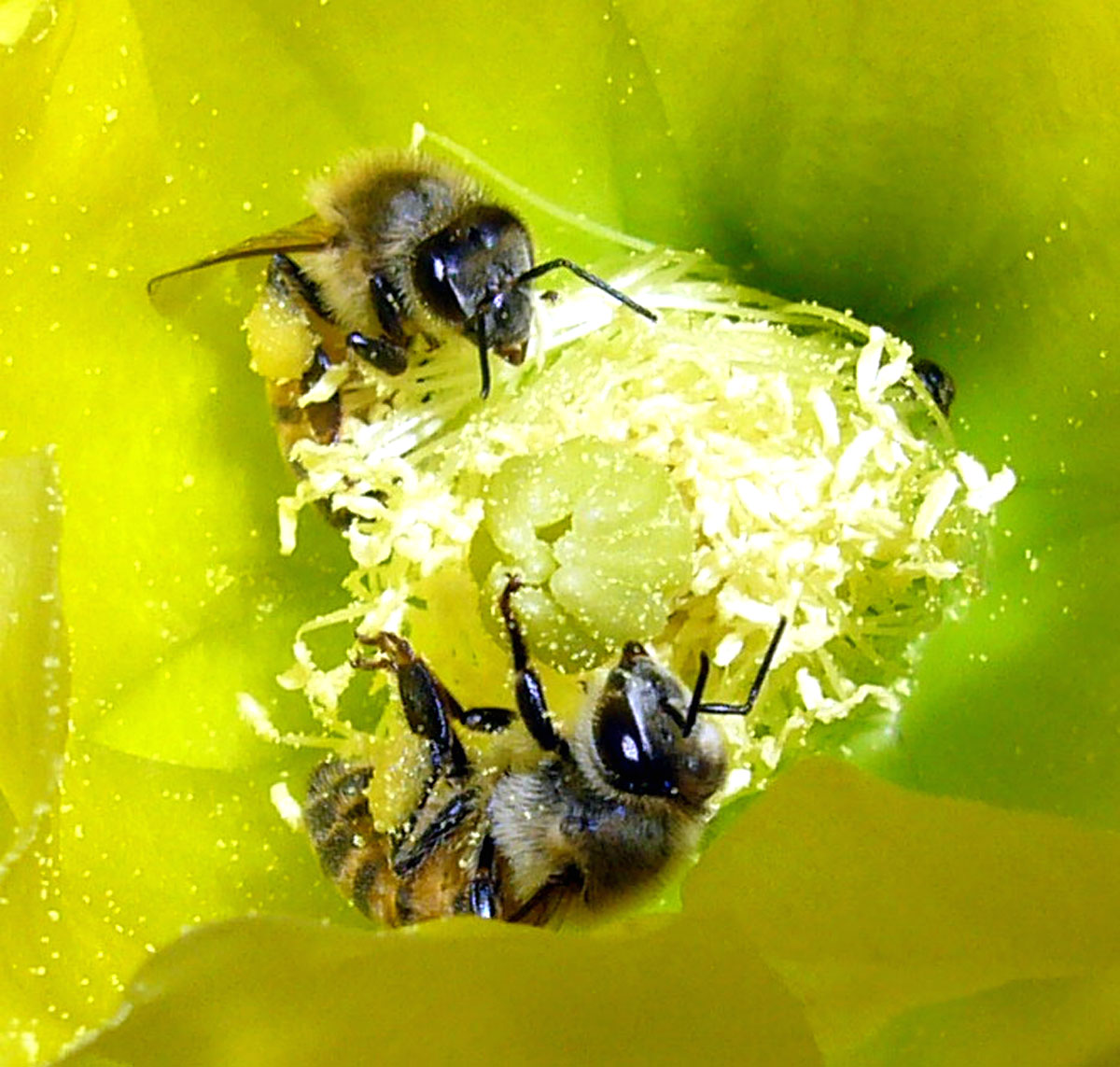
Comment quantifier le bénéfice obtenu pour l'agriculture par la pollinisation effectuée par les abeilles, autrement qu'en imaginant avec effarement l'effet qu'aurait leur disparition ?

## Les théories économiques

### Physiocrates
Chez les physiocrates, la terre était considérée comme le seul facteur réel de création de richesse. L'agriculture, qui représentait alors une part très importante de l'activité économique, était pour eux la seule activité productive, l'industrie et le commerce étant classés comme activités stériles, car elles ne font que transformer des matières premières produites par l'agriculture.

### Théories économiques classique et néoclassique
Dans l'école classique et dans l'école néoclassique, le facteur « terre » n'apparaît pas explicitement dans les facteurs de production. Ces écoles identifient les facteurs capital et travail. La production reposait alors de plus en plus sur les installations industrielles, capital de production que l'on peut augmenter par l'investissement, alors que l'agriculture à laquelle se référaient les physiocrates perdait de l'importance. La « terre » est alors vue comme immuable.
La terre n'est pas considérée comme facteur de production, et donc pas comme du capital. La terre représente les biens naturellement existants tels que le sol et les minéraux, alors que le capital fait uniquement référence aux biens produits par l'homme par l'action d'un travail stocké.
Cependant, cet argument sera contrecarré ultérieurement par celui soutenant qu'il est utile de voir de nombreux systèmes naturels comme « capital » car ils peuvent être améliorés ou dégradés par l'action humaine au cours du temps. Par conséquent, estimer leur valeur productive comme uniquement fixée par la nature pourrait être une approche trompeuse.
Le renforcement des contraintes d'approvisionnement de matières premières et l'influence de l'homme sur l'environnement posent des questions sur la façon dont l'environnement est traité dans les modèles économiques.

## Apparition du terme capital naturel

### Utilisateurs du terme
Le terme capital naturel apparaît en 1973 dans Small is beautiful, l'ouvrage d'Ernst Friedrich Schumacher qui fut un succès d'édition. Il est fortement identifié avec Robert Costanza, l'expérience Biosphère II, et le Natural Capitalism, modèle économique de Paul Hawken, Amory B. Lovins, et Hunter Lovins.
Les indicateurs utilisés par le PNUE, le WCMC et l'OCDE pour mesurer la valeur marchande de la biodiversité utilisent les termes dans un sens légèrement plus spécifique.
Toutefois, tous les utilisateurs du terme différencient le capital naturel du capital productif et du capital humain d'une façon ou d'une autre. Il ne semble pas y avoir de controverse quant aux principes de base définissant le capital naturel.

### Deux paradigmes écologiques: durabilité faible / forte
Beaucoup d'avis diffèrent quant aux indicateurs, aux valeurs (prix de la nature), aux services, aux mesures et aux méthodes.
Deux paradigmes s'affrontent au sujet de la durabilité (ou soutenabilité) :
- La durabilité faible

Dans cette hypothèse compatible avec les économistes néoclassiques, et défendue par Hartwick (1977), il y a substitution entre capital artificiel (richesse créée) et capital naturel (ressource naturelle).
- La durabilité forte

Dans cette hypothèse, défendue par Daly (1990), le stock de capital naturel ne doit pas baisser. Daly soutient que capital naturel et capital artificiel sont complémentaires et non substituts. Pour Virginie Maris toute démarche de monétarisation de la nature est un non-sens.

### Déclaration du Capital naturel
La Déclaration du Capital naturel est une déclaration démontrant l'engagement de ses signataires d'intégrer les critères liés au capital naturel dans leurs produits et services financiers pour le XXIe siècle.
Cet engagement a été présenté lors de la conférence des Nations unies sur le développement durable (Rio+20) en juin 2012. Il a par exemple en France été signé par la Caisse des dépôts et consignations, qui dispose d'une filiale spécialisée, la CDC - Biodiversité.

## Non-prise en compte du capital naturel dans la comptabilité classique
En 2023, la part du capital naturel constituée par les matières premières (faisant l'objet de transactions) est comptabilisée en consommations intermédiaires dans la comptabilité nationale. Le calcul de la valeur ajoutée par la transformation du capital naturel en matières premières se fait, lui, à coût nul pour le capital naturel[réf. nécessaire], ce qui revient à dire que les ressources naturelles sont gratuites d'un point de vue économique et comptable.

## Outils d'évaluation du capital naturel

### Inventaire des outils
Il existe une grand nombre d'outils d'évaluation du capital naturel, que le WWF France classe de la façon suivante :
- Outils d'empreinte biodiversité ;
- Outils cartographiques d'aide à la décision ;
- Outils quantitatifs et qualitatifs d'aide à la décision ;
- Outils monétaires d'aide à la décision ;
- Outils de performance écologique « absolue » ;
- Outils de comptabilité intégrée.

Ces outils visent en principe à venir au secours de la dégradation du capital naturel.
Pour chacun de ces outils, le WWF France en décrit les forces et faiblesses.

### Le Système de comptabilité économique environnementale
Il existe une norme de comptabilité environnementale internationale : System of environmental economic accounting (SEEA), système de comptabilité économique environnementale en français (SCEE).
Le SEEA a deux composantes :
SEEA-Cadre central permet de
- Mettre en place des comptes nationaux qui intègrent les interrelations entre économie et environnement
- Aider au pilotage des politiques publiques
- Suivre et rendre compte de l’atteinte d’objectifs environnementaux nationaux

SEEA-EEA permet de
- Suivre l’état des écosystèmes et les changements associés ;
- Mesurer en unités biophysiques ou monétaires les services écosystémiques ;
- Intégrer ces données biophysiques ou monétaires dans la comptabilité nationale et dans les prises de décision publiques

En mars 2021, la Commission des statistiques des Nations unies a décidé de prendre en compte la nature, au même titre que les actifs économiques, dans la comptabilité économique de l’environnement. La nouvelle norme, désignée par l’acronyme anglais SEEA-EA (System of Environmental Economic Accounting-Ecosystem Accounting), comptabilise ainsi le capital naturel associé à différents écosystèmes, comme les forêts ou les zones humides. À terme, ces informations ont vocation à être intégrées dans la comptabilité économique de l’environnement européenne, tenue par l’office statistique de l’Union européenne, Eurostat, et alimentée par le service des données et études statistiques du ministère de la Transition écologique pour la France

## Évolution quantitative du capital naturel mondial
Au niveau mondial, certaines composantes du capital naturel tendent à diminuer. Par exemple les quelques composantes suivantes du capital naturel mondial auraient diminué comme suit en 2007 :
- Destruction de 3,9 milliards de tonnes de pétrole[12] ;
- Destruction de 2,4 milliards de tonnes équivalent pétrole de gaz[13] ;
- Destruction de 6,3 milliards de tonnes de charbon[14] ;
- Destruction d'un milliard de tonnes de minerai de fer[15] ;
- Destruction de quelques milliers de tonnes à quelques centaines de milliers de tonnes d'autres minerais (du cuivre à l'indium en passant par à peu près tous les éléments du tableau de Mendeleïev)[16] ;
- Destruction d'entre 10 et 15 millions d'hectares de forêts (sur une superficie mondiale qui fait à peu près 3,6 milliards d'hectares)[17].

Ces destructions sont, certes, en partie, accompagnées de la création de capital physique (allant de la production de ferraille à la conversion en terres agricoles, la construction de routes, de bâtiments, d'équipements, de matériels, etc.), de la production de biens de consommation, de la production de capital humain, de l'amélioration du niveau de vie de certains, etc. Toutefois la Banque Mondiale note « qu'une part considérable des ressources naturelles non renouvelables a été exploitée de manière irrationnelle, au détriment du bien-être des générations futures. Le revenu tiré de ces ressources a simplement été consommé au lieu d'être investi dans les autres éléments de la richesse nationale — le capital physique et le capital humain ». Plus généralement le problème est de savoir si ces productions sont des progrès, c'est-à-dire s'ils compensent durablement les pertes définitives en capital naturel, et où se situe l'équité entre les bénéficiaires et les victimes de ces destructions et créations. En durabilité forte le capital naturel devrait être géré comme un bien commun.